# Boeing B-47 Stratojet
B-47 Stratojet – odrzutowy samolot bombowy, konstrukcji amerykańskiej. 

## Historia
Prace nad bombowcami odrzutowymi w zakładach Boeinga trwały od 1943 r. Po zakończeniu II wojny światowej wykorzystano zdobyte informacje o opracowanych podobnych konstrukcjach w III Rzeszy. W zakładach w Seattle zbudowano dwa prototypy XB-47. Jeden z nich został oblatany 17 grudnia 1947 r. Bombowiec średniego zasięgu, zdolny do osiągania prędkości przydźwiękowych. Jego zadaniem była penetracja przestrzeni powietrznej ZSRR. Był podstawową maszyną amerykańskich sił uderzeniowych w latach 50, do czasu, gdy zastąpiony został w tej roli przez samolot Boeing B-52 Stratofortress. Oprócz tego służył też w wersji RB-47 jako maszyna rozpoznawcza dalekiego zasięgu, wykorzystywana do lotów zwiadowczych nad terytorium ZSRR.
Samolot stanowił duże osiągnięcie technologiczne. Składały się na to takie czynniki jak:
- płat skośny o dużej krytycznej liczbie Macha
- użycie (po raz pierwszy w historii) mocowania silników na wysięgnikach przed płatem (pełniły one rolę przeciwflatterową).

Czynniki te miały wpływ na wysokie osiągi tej maszyny przy stosunkowo niewielkim ciągu silników będących ówcześnie do dyspozycji. Zbudowano 2032 egzemplarze B-47, 1373 przez Boeinga, 274 przez Douglasa i 385 przez Lockheeda.
Wycofanie maszyn z eksploatacji nastąpiło w 1966 roku. Samolot miał tendencję do wchodzenia w głębokie przeciągnięcie przy niewłaściwej technice startu. Wymagał dobrego przeszkolenia załogi w pilotażu. Zasadniczym powodem wycofania samolotu było wykrycie zmęczenia materiału w kluczowych węzłach samolotu. Wynikało to z założeń konstrukcyjnych, które sprawiały, że konstrukcja skrzydła była dość elastyczna (ugięcie płata wynosiło ok. 1,5 m) co wiązało się z powstawaniem w nim dużych naprężeń.